# Lucy-Jo Hudson
Lucy-Jo Hudson (Leeds, 4 maggio 1983) è un'attrice e conduttrice televisiva inglese.

## Biografia
È nota soprattutto per aver fatto a lungo parte del cast stabile di due serie televisive, Coronation Street e Cuore d'Africa.
Al cinema ha recitato in Il mio amico Eric di Ken Loach, dove ha interpretato il ruolo di Sam, la figlia del protagonista.
Nel 2009 ha sposato l'attore Alan Halsall, conosciuto sul set di Coronation Street, da cui ha avuto una figlia nel 2013; i due si sono separati nel 2016 e dopo una breve riconciliazione hanno divorziato nel 2018. È sorella del rugbista Ryan Hudson.